# Katholiek Pedagogisch Centrum
Het Katholiek Pedagogisch Centrum (KPC) is een Nederlandse stichting, in 1969 ontstaan uit rooms-katholieke instellingen die afzonderlijk werkten voor lager onderwijs, beroepsonderwijs en voorbereidend hoger en middelbaar onderwijs. Het verleent diensten aan scholen met betrekking tot vernieuwing en ontwikkeling van het onderwijs.
Het is een van een drietal landelijke pedagogische centra in Nederland. 

## Werkveld
Het KPC helpt de autonome school om zelfstandig gewenste veranderingen te bewerkstelligen. Door studie van onderzoeksresultaten en beproeving van vernieuwingen in scholen die zich daarvoor beschikbaar stellen, worden de kennis en ervaring verkregen, met behulp waarvan de scholen kunnen worden bijgestaan. De uitvoering geschiedt in samenwerking met schoolbegeleidingsdiensten, die regionaal werken.
Bijzondere aandacht wordt geschonken aan het eigen karakter van de katholieke school, zoals dat wordt bereikt door het godsdienstonderwijs en de doorwerking van de godsdienstige grondslag in de gehele school.

## Historie
Het Katholiek Pedagogisch Centrum werd in 1948 opgericht. Het was aanvankelijk gevestigd in Den Haag, later in Den Bosch. Het kwam voort uit de katholieke organisaties van onderwijzers en leraren en had als taak leiding te geven aan de verbetering en vernieuwing van het Nederlands schoolonderwijs. Het doel was pedagogisch passend onderwijs voor elk kind, door middel van een organisch onderwijsstelsel. Aanvankelijk werden conferenties gehouden en cursussen gegeven. Vanaf 1956 werden lagere scholen door het Centrum begeleid om concrete vernieuwing tot stand te brengen. De school moest niet alleen leerinstituut zijn maar ook vorming geven aan de persoonlijkheid. Naast het bureau voor het basisonderwijs waren er bureaus voor het VHMO, het technisch- en huishoudonderwijs en het land- en tuinbouwonderwijs. Ook op deze takken van onderwijs had het Centrum een inspirerende invloed. Op sommige punten werd nauw samengewerkt met het Christelijk Pedagogisch Studiecentrum en het Pedagogisch Centrum van de Nederlandse Onderwijzersvereniging.
De maatschappelijke en politieke ontwikkelingen dwingen het onderwijs steeds om te blijven veranderen. In de jaren 1980 was er veel onzekerheid over de ontwikkeling van nieuwe schooltypes zoals het voortgezet basisonderwijs, de middenschool en het samensmelten van kleuter- en basisonderwijs, waarbij de politiek geen keuzes kon maken. Het leidde tot problemen bij schoolfusies en de al bestaande vraag naar de katholieke identiteit werd actueler. Hierin bood het KPC ondersteuning, terwijl het de autonomie van scholen benadrukte.